# 8e cérémonie des César
La 8e cérémonie des César du cinéma - dite aussi Nuit des César -  récompensant les films sortis en 1982, s'est déroulée le 26 février 1983 au Grand Rex.
Elle fut présidée par Catherine Deneuve et retransmise sur Antenne 2.

## Présentateurs et intervenants
- Robert Enrico, président de l'Académie des arts et techniques du cinéma
- Catherine Deneuve, présidente de la cérémonie
- Pierre Tchernia, Jean-Claude Brialy, maîtres de cérémonie
- Jacqueline Bisset, Dayle Haddon, Marisa Berenson, Meryl Streep, Nastassja Kinski, invités étrangers pour remettre des prix
- Les Frères ennemis
- Évocation du cinéma en chansons par Louis Chedid, Sofie Kremen, Alain Souchon, Gérard Presgurvic, Claude Nougaro

## Palmarès

### César du meilleur film
- La Balance de Bob Swaim
  - Danton d'Andrzej Wajda
  - Passion de Jean-Luc Godard
  - Une chambre en ville de Jacques Demy

### César du meilleur réalisateur
- Andrzej Wajda pour Danton
  - Bob Swaim pour La Balance
  - Jean-Luc Godard pour Passion
  - Jacques Demy pour Une chambre en ville

### César du meilleur acteur
- Philippe Léotard pour La Balance
  - Gérard Depardieu pour Danton
  - Gérard Lanvin pour Tir groupé
  - Lino Ventura pour Les Misérables

### César de la meilleure actrice
- Nathalie Baye pour La Balance
  - Miou-Miou pour  Josepha 
  - Romy Schneider pour La Passante du Sans-Souci
  - Simone Signoret pour L'Étoile du nord

### César du meilleur acteur dans un second rôle
- Jean Carmet pour Les Misérables
  - Gérard Klein pour La Passante du Sans-Souci
  - Michel Jonasz pour Qu'est-ce qui fait courir David ?
  - Jean-François Stévenin pour Une chambre en ville

### César de la meilleure actrice dans un second rôle
- Fanny Cottençon pour L'Étoile du Nord
  - Denise Grey pour La Boum 2
  - Stéphane Audran pour Paradis pour tous
  - Danielle Darrieux pour Une chambre en ville

### César du meilleur espoir masculin
- Christophe Malavoy pour Family Rock
  - Jean-Paul Comart pour La Balance
  - Tchéky Karyo pour La Balance
  - Dominique Pinon pour Le Retour de Martin Guerre

### César du meilleur espoir féminin
- Sophie Marceau pour La Boum 2
  - Souad Amidou pour Le Grand Frère
  - Fabienne Guyon pour Une chambre en ville
  - Julie Jézéquel pour L'Étoile du Nord

### César du meilleur scénario original
- Daniel Vigne et Jean-Claude Carrière pour Le Retour de Martin Guerre
  - Élie Chouraqui pour Qu'est-ce qui fait courir David ?
  - Mathieu Fabiani et Bob Swaim pour La Balance
  - Éric Rohmer pour Le Beau Mariage

### César de la meilleure adaptation et dialogues
- Michel Grisolia, Pierre Granier-Deferre et Jean Aurenche pour L'Étoile du Nord, adapté du roman Le Locataire de Georges Simenon
  - Jean-Claude Carrière et Jacek Gasiorowski pour Danton, adapté de la pièce de théâtre L'Affaire Danton de Stanisława Przybyszewska
  - Alain Decaux et Robert Hossein pour Les Misérables, adapté du roman homonyme de Victor Hugo
  - Pascal Jardin et Daniel Schmid pour Hécate, maîtresse de la nuit, adapté du roman Hécate et ses chiens de Paul Morand

### César du meilleur film étranger
- Victor Victoria de Blake Edwards
  - E.T. l'extra-terrestre de Steven Spielberg
  - La Maîtresse du lieutenant français de Karel Reisz
  - Yol, la permission de Yilmaz Güney

### César de la meilleure première œuvre
- Mourir à trente ans de Romain Goupil
  - Josepha de Christopher Frank
  - Lettres d'amour en Somalie de Frédéric Mitterrand
  - Tir groupé de Jean-Claude Missiaen

### César de la meilleure musique
- Michel Portal pour Le Retour de Martin Guerre
  - Michel Colombier pour Une chambre en ville
  - Vladimir Cosma et Francis Lai pour La Boum 2
  - Georges Delerue pour La Passante du Sans-Souci

### César de la meilleure photographie
- Henri Alekan pour La Truite
  - Raoul Coutard pour Passion
  - Jean Penzer pour Une chambre en ville
  - Edmond Richard pour Les Misérables

### César du meilleur décor
- Alain Nègre pour Le Retour de Martin Guerre
  - Bernard Evein pour Une chambre en ville
  - François de Lamothe pour Les Misérables
  - Alexandre Trauner pour La Truite

### César du meilleur son
- William Robert Sivel et Claude Villand pour La Passante du Sans-Souci
  - Jean-Pierre Ruh pour Danton
  - Pierre Gamet et Jacques Maumont pour Les Quarantièmes rugissants
  - André Hervée pour Une chambre en ville

### César du meilleur montage
- Noëlle Boisson pour Qu'est-ce qui fait courir David ?
  - Françoise Javet Frédérix pour La Balance
  - Henri Lanoë pour Les Quarantièmes rugissants
  - Armand Psenny pour Tir groupé
  - Jean Ravel pour L'Étoile du Nord

### César du meilleur court-métrage d'animation
- La Légende du pauvre bossu de Michel Ocelot
  - Chronique 1909 de Gaëtan Brizzi, Paul Brizzi
  - Sans Préavis de Michel Gauthier

### César du meilleur court métrage de fiction
- Bluff de Philippe Bensoussan
  - Canta Gitano de Tony Gatlif
  - La Saisie d'Yves-Noël Francois
  - Merlin ou le Cours de l'or d'Arthur Joffé

### César du meilleur court-métrage documentaire
- Junkopia de Chris Marker
  - L'Ange de l'abîme d'Annie Tresgot
  - Los Montes de José Martin Sarmiento
  - Sculptures sonores de Jacques Barsac

### César d'honneur
- Raimu

### Hommage à
- Arletty : par téléphone avec Jean-Louis Barrault et Jean-Claude Brialy
- Romy Schneider, nommée au César de la meilleure actrice pour La Passante du Sans-Souci et décédée en mai 1982.
- Patrick Dewaere, décédé quelques mois plus tôt en juillet 1982.